# Egle
En la mitología griega, Egle (en griego antiguo Αἴγλη Aïglê, ‘brillo’ o ‘esplendor’) era una ninfa o diosa menor relacionada con Helios o Asclepio, hijo de Apolo, quien en fuentes tardías es asimilado a Helios en cuanto a dios de la luz.
Se dice que Egle era la más bella de las náyades; hija de Zeus y Neera; madre por Helios de las Cárites; o hija de Asclepio y Lampetia, hija de Helios; o hija de Asclepio y Epíone. Se decía que su nombre procedía de la belleza del cuerpo humano cuando tenía buena salud, o de los honorarios pagados a los médicos.
Pausanias:
« Antímaco, sin hablar del número de las Cárites ni de sus nombres, dice que son hijas de Egle y de Helios».
Suda:
«Gracias Radiantes (Aigles Kharites): Han trazado plausiblemente el linaje de las Cárites, pues de Helios también procede Egle, ya que, al parecer, las Cárites son radiantes».
Virgilio:
«Cromis y Mnásilo, dos muchachos, descubrieron en una gruta a Sileno, que yacía dormido, hinchadas sus venas, como siempre, del vino bebido la víspera; no muy lejos yacían tan solo las guirnaldas desprendidas de su cabeza y un cántaro tosco de gastada asa pendía de su mano. Se arrojan sobre él (pues con frecuencia el viejo había burlado a ambos con la esperanza de su canto), y con las mismas guirnaldas lo encadenan. Se presta como socia y viene en socorro de los tímidos Egle, la más bella de las náyades y en el momento en que él abre los ojos, le pinta las sienes y la frente con sangre de moras».